# Platycyamus regnellii
Platycyamus regnellii är en ärtväxtart som beskrevs av George Bentham. Platycyamus regnellii ingår i släktet Platycyamus och familjen ärtväxter.

## Underarter
Arten delas in i följande underarter:
- P. r. glabrescens
- P. r. regnellii

## Bildgalleri

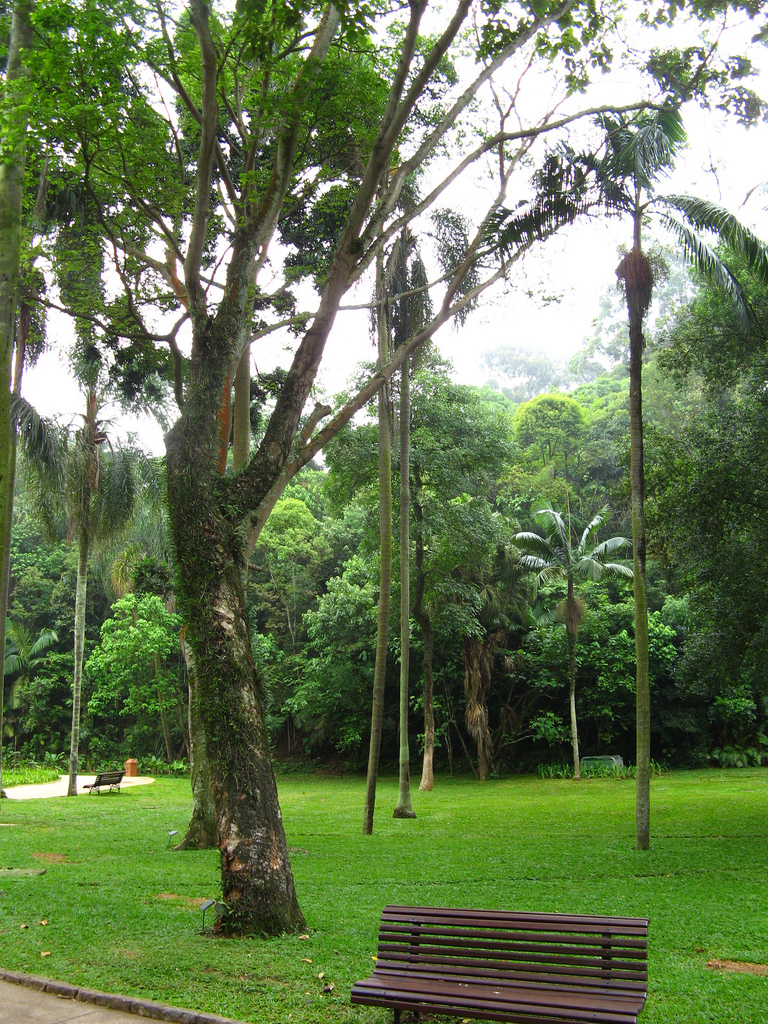
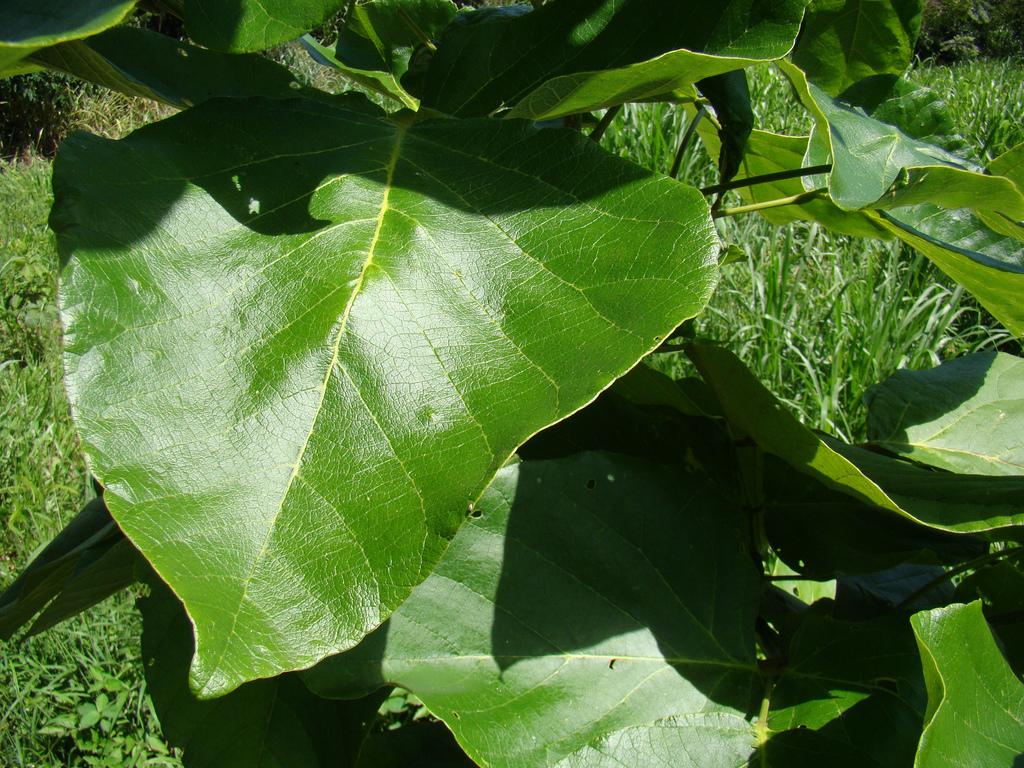
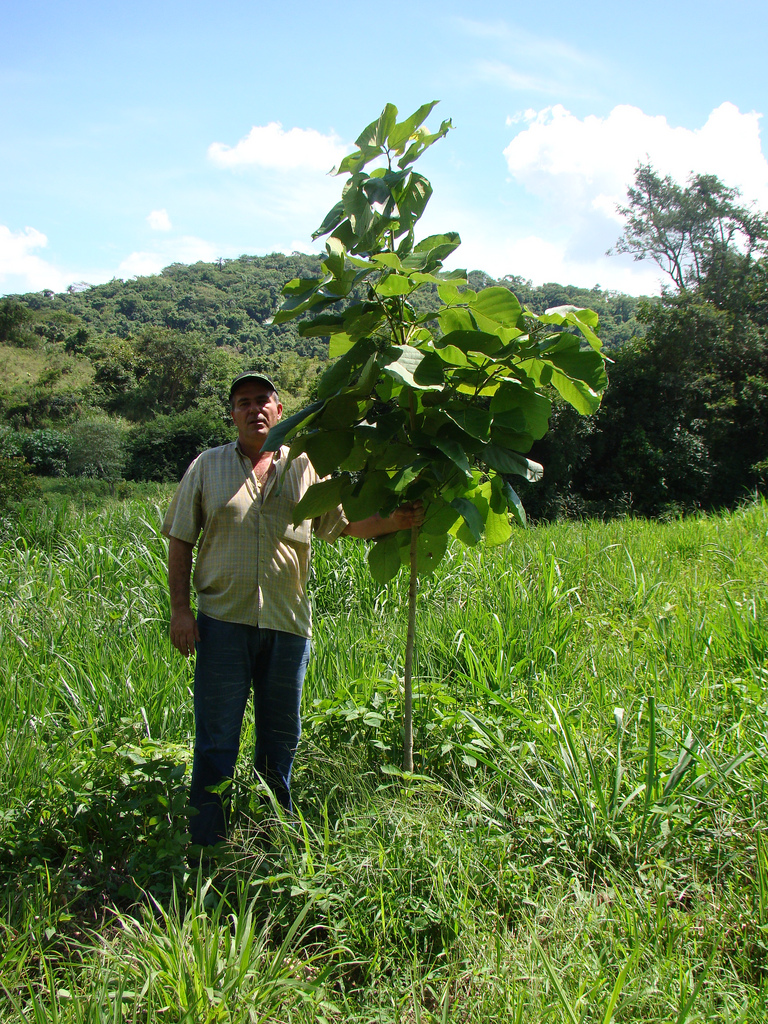
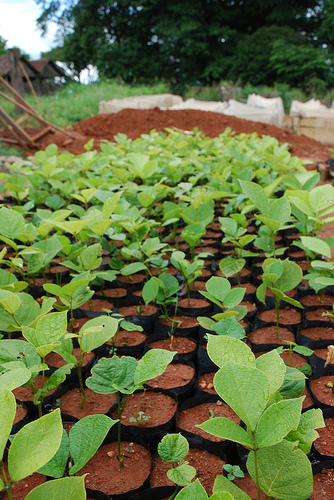
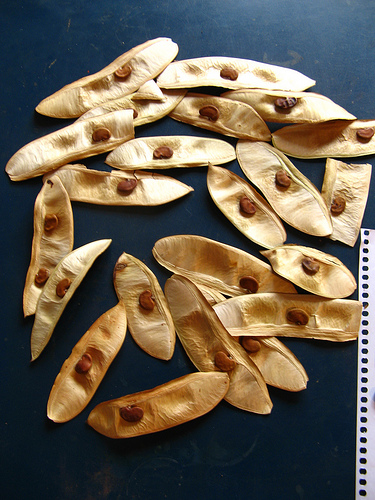
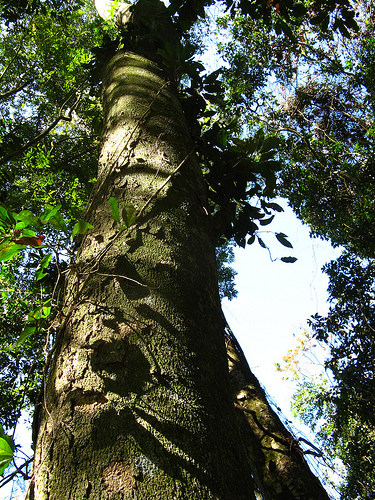